# Митолошке песме
Митолошке песме су древни слој народне књижевности настао у доба паганских веровања, које се потпуније одсликавају у народној епској песми, неголи у обредним песмама и бајкама. То су првенствено песме о боговима, њиховом рођењу, биткама, пропасти и смени; о женидби сунца и месеца; о сунчевој сестри; о дивовима, змајевима, вилама, вукодлацима; о подземном свету мртвих; о „змији младожењи”; о узиђивању људске жртве; о „мртвим похођанима”. Митолошка епика оставила је трага у каснијим слојевима поезије, посебно у јуначкој песми и у приповедној песми. Међу најбоље очуване кругове митолошких песми спадају оне у исландским зборницима прикупљеним од 13. века, у Еди и у стиховима скалда. 
У митолошким песмама су народна предхришћанска, паганска, веровања најбоље очувана, али до нас није допро велики број песама у којима је у чистом облику очуван неки мотив из старог митоса. Током времена, у некада чисто митолошке песме уплетена су хришћанска схватања.

## Митолошке народне песме о вилама
1. Круг песама о вилама као митолошком бићу без непосредне везе са људима и њиховим животом
Вила зида град
2. Круг песама о вилама као непријатељима људи
Вилин чудесни град
3. Круг песама о вилама као пријатељима људи

## Митолошке народне песме о змајевима и аждајама
1. Круг песама о змајевима и аждајама као непријатељима људи
2. Круг песама о змајевима и аждајама као пријатељима људи

## Митолошке народне песме о небеским телима
- Девојка и Сунце
- Изједен овчар
- Особити орач
- Женидба сјајнога мјесеца
- Сунчева женидба
- Сунце се дјевојком жени